# Hôtel du Tambour
L'hôtel du Tambour est un hôtel particulier à Fontainebleau, en France. Il est partiellement inscrit aux monuments historiques depuis 1926.

## Situation et accès
L'édifice est situé au no 27 du boulevard Magenta, dans le centre-ville de Fontainebleau, et plus largement au sud-ouest du département de Seine-et-Marne.

## Histoire
Précédemment, cette propriété s'est appelée hôtel de Montpensier, hôtel de La Roche-sur-Yon et hôtel de Conty. Son nom conservé jusqu'à nos jours fait référence au tambour « posé de roule » qui surmonte le portail principal. Le domaine s'étend, entre autres, sur des parties de terrains acquis de l'hôtel de Luynes et de l'hôtel de La Rochefoucauld, dont les entrées ont autrefois donné sur la rue Saint-Louis (anciennement rue de La Rochefoucauld) et qui sont les propriétés de Mme Depret à la fin du XIXe siècle. On adjoint également à ce domaine un terrain que Henri II a fait environner de fossés pour y installer un jeu de balles et que Charles IX a donné au prince de La Roche-sur-Yon.
En 1746, s'y trouvent les écuries de la Dauphine. Plus tard, ce sont les écuries de Madame, divisées en deux bâtiments pouvant contenir 108 chevaux. En 1896, on y reconstruit des écuries.
L'hôtel devient la propriété d'Edmond Fouret, mais celui-ci ayant décidé de quitter Fontainebleau, il passe aux mains de son père, René Fouret, directeur de la librairie Hachette vers le début de l'année 1907. C'est à cette époque qu'y sont entamés d'importants travaux d'agrandissement sur l'emplacement de l'ancienne maison d'Auguste Barbier. Fin février, des personnes essaient de voler des plaques en plomb présentes sur les gresseries du fameux portail, mais sont interrompus par des gendarmes qui ne parviennent cependant pas à les rattraper. Après la restauration et l'agrandissement terminés en été de la même année, Fouret insère dans un cartouche l'inscription « HOTEL DV TAMBOVR ».

## Structure

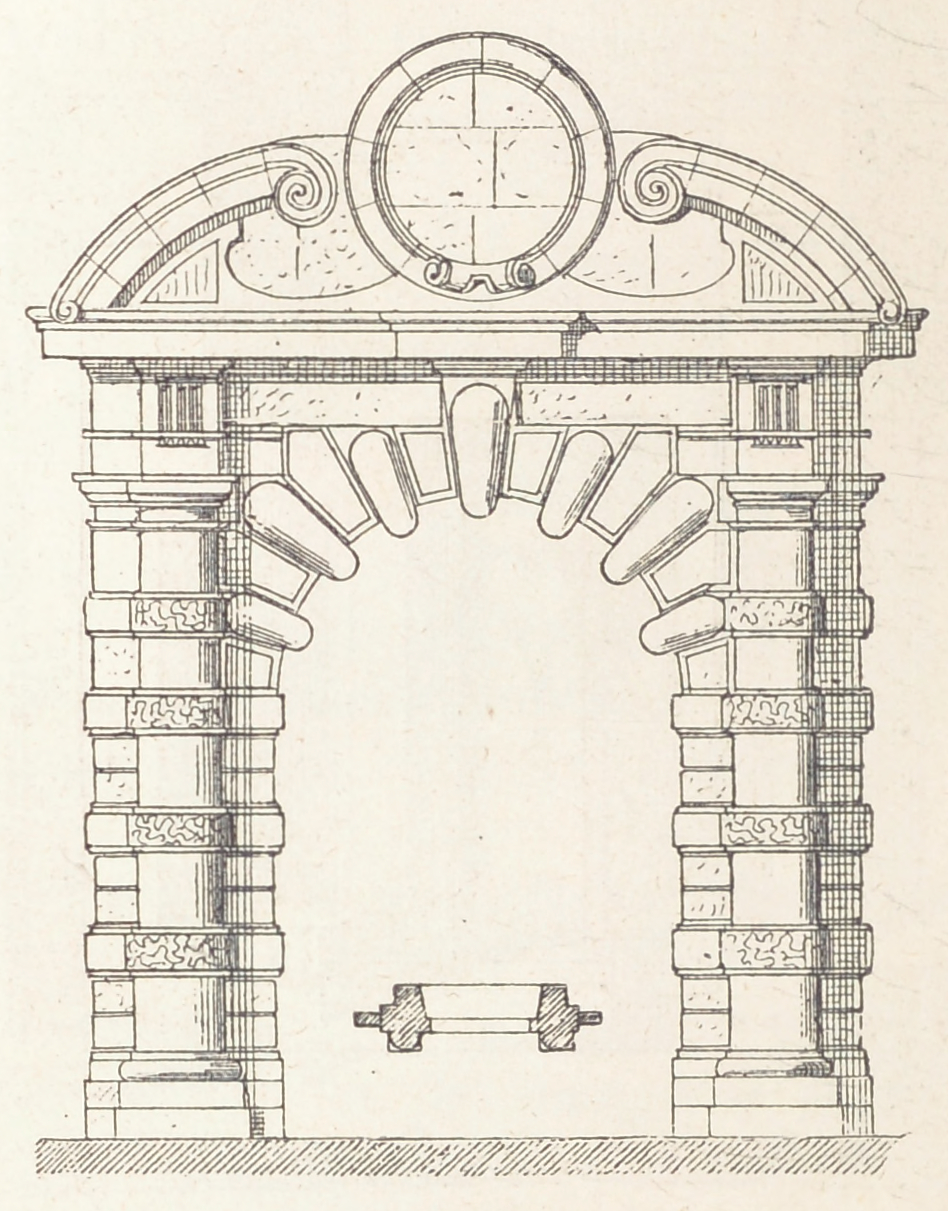
Dessin apparaissant dans le Dictionnaire des termes employés dans la construction (1876) représentant le portail à l’entrée « Porte ».

Le portail, une « porte rustique du XVIe siècle, selon Pierre Chabat », se caractérise par deux colonnes de part et d’autre de l’arcade en plein cintre avec une corniche surmontée d’un fronton brisé qui laisse place au centre à un médaillon circulaire — le tambour.

## Statut patrimonial et juridique
La porte du Tambour fait l'objet d'une inscription au titre des monuments historiques par arrêté du 28 mai 1926, en tant que propriété privée.